# Gemeente Gods (sekte)
De Gemeente Gods of de Sekte van Sipke Vrieswijk is een Nederlandse sekte of nieuwe religieuze beweging in 's-Gravendeel en Velddriel, die actief is sinds 1975. Sinds de veroordeling van Vrieswijk in 1998 leiden de sekteleden een teruggetrokken bestaan. Na de vrijlating van Vrieswijk in 2010 voegde deze zich weer bij de sekte in Papendrecht, waar hij in 2019 overleed.

## Geschiedenis

### 's-Gravendeel
De sekte van Sipke Vrieswijk begon in 1975 in 's-Gravendeel. Een zestigtal leden van een Volle Evangelie Gemeente in Dordrecht, wonend in 's-Gravendeel en omgeving, wilden in hun eigen dorp een gemeente beginnen. Ze trokken Sipke (Thomas) Vrieswijk (geboren te Wouterswoude op 21 oktober 1928) als voorganger aan, een verzekeringsagent opgegroeid in het gezelschapsleven (zijn grootmoeder was christelijk-gereformeerd) en terechtgekomen in evangelische kring. Hij wist zich op jonge leeftijd al door God geroepen, maar was eerst, zoals de profeet Jona, een andere weg ingeslagen. Totdat volgens volgers God ingreep en hij een radicale bekering ervoer en de belofte ontving dat God hem zou voorbereiden voor een heel bijzondere taak.
Vrieswijk hield diepgaande Bijbelstudies. Hij profeteerde ook, dat de "Heere grote plannen heeft met 's-Gravendeel": “Er gaan nieuwe tijden komen. De duisternis zal wijken. Over ons dorp zal een groot licht opgaan, dat heel Nederland zal bestralen.” De gemeente trok nieuwe leden aan, vooral uit de Gereformeerde Kerk. Vrieswijk was aangetrokken als onbezoldigd voorganger, maar werd bij de verzekeringsmaatschappij waar hij werkte ontslagen. De leden moesten voortaan voor zijn salaris zorgen. Er werden grote bedragen toegezegd en Vrieswijk drong daar ook sterk op aan.
Er kwamen spanningen. Leden van de gemeente moesten in opdracht van Vrieswijk breken met familieleden die al te kritische vragen stelden. Een lid verscheen, op aandringen van Vrieswijk, niet bij zijn stervende moeder en was ook niet bij haar begrafenis aanwezig. “Laat de doden hun doden maar begraven”, had Vrieswijk met een beroep op een Bijbelwoord (Mattheüs 8:22) gezegd. Toen later de ouders van een sektelid, die zich zeer kritisch over de sekte hadden uitgelaten, door een auto-ongeluk om het leven kwamen, werd in de dankstond een psalm gelezen waarboven staat: Gods overwinning op Zijn vijanden. “Spaar ons voor het lot van de goddelozen”, werd er gebeden.

### Velddriel
De gemeente verhuisde in 1983 naar Velddriel, waar een voormalig Klooster van de Zusters van Liefde werd aangekocht. Dankzij de spaartegoeden van de leden kon het gebouw worden gefinancierd. Vrieswijk nam regelmatig de leden de biecht af. Staat er niet geschreven: Belijdt elkander de misdaden (1 Johannes 1:9)? Zo kwam hij veel van hen te weten, wat hij ook tegen hen kon gebruiken. “Dat gebeurde schriftelijk. Je moest onregelmatigheden opschrijven en het briefje in een brievenbus doen. Je moest dus klikken”, aldus voormalig sektelid Geertje Tobé. Vrieswijk gaf zichzelf de titel de profeet. God zelf spreekt door hem en zegt wat er moet of zal gebeuren. Verzet werd door Vrieswijk in de kiem gesmoord. Je verzet je tegen God zelf, broeder. Enkele sekteleden werden uit de gemeenschap gestoten en daarmee uit het klooster gezet, hun vrouw en kinderen daar achterlatend.
Vrieswijk had ook invloed op het huwelijk van de meeste sekteleden. Hij drong er in enkele gevallen op aan, dat een huwelijk werd ontbonden. Door spanningen kwam het ook bij andere leden tot een scheiding. Ook Vrieswijk verstootte zijn vrouw. De sekteleden wisten overigens niet dat hij, voordat hij als voorganger was aangetrokken, al eerder van een vrouw gescheiden was. Vrieswijk had al spoedig een ander sektelid als vrouw in bed. Dat was Aagje Folkerts. In 2018 verscheen de documentaire De Hoofdvrouw waarmee deze Aagje wordt bedoeld. Het merendeel van de vrouwen deelde met hem het bed, soms verschillende tegelijk. Aagje deed dit met verschillende mannen en ook wel met vrouwen. Acht tot tien jonge meisjes uit de sekte en ook een tienerjongen deelden hetzelfde lot. “Dit is geen seks, zoals de wereld die kent,” zei Vrieswijk, “dit is iets veel verheveners, in de wereld zou dit schunnig zijn, maar dit is geestelijke heerlijkheid, het is een soort bruiloft van het Lam.”

### Israël
Begin jaren negentig raakte de sekte in (financiële) problemen, onder andere door de kinderbescherming en de fiscus. Vrieswijk vertrok daarop in 1992 met een aantal vrouwelijke volgelingen naar Israël. Hij beschouwde zich als de profeet uit Openbaring 11 die getuige dient te zijn van de wederkomst. Hij liet zich ook wel Jesaja noemen. Een tiental resterende volgelingen trok zich na het vertrek van de leider terug in een rijtjeswoning in Papendrecht. Een vijftal van hen vormde het bestuur van de stichting Hulp Profeten Gods Jesaja-Aïda, die tot doel had Vrieswijk financieel te ondersteunen.

### Veroordeling en terugkeer naar de sekte
Sipke Vrieswijk werd in 1997 met zijn vriendin Aagje Folkerts aangehouden in Sussex (Engeland) vanwege jarenlang seksueel misbruik van minderjarigen, en uitgeleverd aan Nederland. In 1999 werden ze onderzocht door het Pieter Baan Centrum, waar Vrieswijk werd beschreven als een “psychotische prediker met een niets ontziende neiging tot narcistische zelfverheerlijking, heerszucht en misbruik”. Vrieswijk werd daarop veroordeeld tot TBS met dwangverpleging. Officier van justitie Brughuis vertelde, dat met name Vrieswijk zo overtuigend kon vertellen over een toekomst onder zijn leiding, dat zelfs doorgewinterde psychiaters het er moeilijk mee kregen: “Ze raakten nog maar net niet onder invloed.” In 2010 werd de TBS van Vrieswijk beëindigd zonder voorwaarden: volgens de psychiaters was hij zeker nog niet genezen, maar was recidive gezien zijn hoge leeftijd niet waarschijnlijk. Bovendien had hij beloofd geen contact meer te zullen zoeken met zijn voormalige sekteleden. Hij keerde daarop echter toch terug naar de rijtjeswoning in Papendrecht, waar de sekte zonder hem gewoon was doorgegaan. Hier woonde hij tot zijn dood in 2019.